# برج ذا هيدكوارترز بزنس بارك
برج ذا هيد كوارترز بزنس بارك (بالإنجليزية:  the Headquarters Business Park)‏ هو أحد أبراج مدينة جدة الحديثة والمتميزة بإطلالته الساحرة على البحر الأحمر، يبلغ ارتفاعه 240 متر وعدد طوابقه تصل إلى 52 طابقاً.
بدأ بناء هذا البرج عام 2008 وتم الانتهاء منه في عام 2014. ويتكون المشروع من برجين الأول هو ذو ال240 متر و 52 طابق أما الآخر وهو الذي اشترته شركة صافولا والذي يتكون من 15 طابق.

## التصميم والبناء
بدأ تشييد المبنى في عام 2008م واكتمل في عام 2014م. يتميز البرج بتصميم فريد على شكل شراع مستوحى من الثقافة البحرية التقليدية لمدينة جدة، ويوفر إطلالة رائعة على البحر الأحمر.
ويتكون المشروع من برجين الأول هو ذو ال240 متر و 52 طابق أما الآخر وهو الذي اشترته شركة صافولا والذي يتكون من 15 طابق.

## أنظر أيضا
- برج الجوهرة
- برج طريق الملك